# Nupserha infuscata
Nupserha infuscata är en skalbaggsart som beskrevs av Stefan von Breuning 1960. Nupserha infuscata ingår i släktet Nupserha och familjen långhorningar. Inga underarter finns listade i Catalogue of Life.